# الجبل الأسود في الألعاب الأولمبية الصيفية 2016
سيشارك الجبل الأسود في الألعاب الأولمبية الصيفية 2016 التي ستقام في ريو دي جانيرو في البرازيل وذلك بين 5 و21 أغسطس 2016. و هذه هي المرة الثالثة التي يشارك فيها هذا البلد في الألعاب الأولمبية الصيفية، وذلك بعد نسختي 2008 و2012 و يشارك الجبل الأسود في الأولمبياد بوفد رياضي قوامه 34 رياضيا ورياضية في 7 رياضات هي ألعاب القوى والجودو و كرة اليد و كرة المضرب و السباحة وكرة الماء وملاحة شراعية. ومن جانب آخر فقد نالت اللاعبة بوخانا بوبوفيتش شرف حمل علم بلادها في حفل افتتاح الألعاب الأولمبية الصيفية 2016.

## الميداليات
| الرياضي | المنافسة | ذهبية | فضية | برونزية |
| ------- | -------- | ----- | ---- | ------- |
|         |          |       |      |         |
| المجموع |          |       |      |         |